# 職業差別
職業差別（しょくぎょうさべつ）とは、個人や集団の偏見に基づいて、特定の職業やその従事者に対して差別的な扱いをしたり、特定の職業やその従事者を軽侮することである。
この記事では、特定の職業に対する差別や軽侮は元より、その逆である特定の職業に対する崇敬についても述べる。

## 概要
一般に経済的・社会的弱者の問題と考えられがちだが、社会的評価とは別の、特定の職業に向けられる差別意識を指す。
出生によって就ける職業が限られるといった事例は、先進国でも珍しくない（職に就けない者に職を与える行為は正当な「救済」であり、差別とはいいきれない）。日本は、かつて被差別部落の問題を抱えており、徳川藩政時代に牛馬の屠殺や死体処理の役目を強制されており、こういった職業ゆえに、制度的差別が撤廃された明治以降も社会的に差別された。
差別や軽侮の理由も均一ではなく、逆に崇敬の理由も均一ではない。所得格差に起因する職業差別もあれば、宗教的、道徳的な理由による職業差別も存在する。これが差別や軽侮であるかは社会の形成による所が大きい。第二次大戦後の日本では、教育費のうち家計が負担する部分が大きいため、冷戦後の長い不況によって親の収入が減り、子供の教育の機会が奪われるといった問題が表面化している。また、学歴を持たない子供が給与の低い所へ就職した際、充分な所得が得られず、その子供の子供の教育の機会も奪われるという悪循環も深刻化している（→貧困の悪循環）。

## 雇用形態における差別
冷戦後の米国主導のグローバリゼーションによって非正規雇用が大量発生した結果、正社員と非正社員の格差が社会問題化している。同じ仕事をしているにもかかわらず、給与や待遇に差があり、派遣切りのように非正社員は不利な立場に立たせられる傾向にある。

## 差別や崇敬の傾向
この節では、差別や軽侮を受けやすい職種、その逆で崇敬を受けやすい職種について述べる。

### 日本

#### 近代以前
戦国時代から徳川時代にかけては、歌舞伎役者などの俳優が、「河原乞食」と軽侮され差別されていた。又、穢多、非人と呼ばれる身分が定められた。また商人層に関しては士農工商の身分によって順列が低かったという意見があるが、東京書籍によれば士農工商は中国の古典に登場する四民からとられたものであり、『管子』（B.C.650頃）には「士農工商の四民は石民なり」とされて「国を支える職業」としてむしろ身分序列よりも人間一般、職業一般として扱われているとしている。また身分序列として扱うには不適切であるとの認識（例として僧尼や公家及び天皇といった職業、区切りが存在していたことが挙げられる）があることと、上下で序列化することは適切ではないとされ、特に、「農」が国の本であるとして，「工商」より上位にあったと説明されたこともあったが、身分上はそのような関係はなく、対等であったとされる。
　

## 職業差別の対象に発展する例とその理由
素行不良・低学歴でも就ける・犯罪歴を問わないことが多い
- コンビニ店員
- 工事作業員
- 塗装工

スキルの無い者でも就ける
- 警備員
- 清掃員

免許さえあれば誰でも就ける
- 教習指導員
- タクシー運転手

特権意識が強い
- 警察官
- 医師
- 鉄道員

官尊民卑
- 非公務員全般（とくに純民間企業従事者や農民、個人事業主）

淫靡
- AV（女優・男優・監督）
- ヌードモデル

陰険・根暗が多い
- 工場作業員

変わり者が多い
- 大学教授

性犯罪がらみの逮捕者が多い、体罰問題
- 教師

気が強い
- 看護師

精神障害者でも就ける
- 福祉業界

汚職・特権意識
- 政治家

など。
ただし、以上の理由はあくまで主観的な印象であり、それらが必ずしも客観的な事実に基づくものであるとは限らない。